# Província do Leste (Serra Leoa)
A Província do Leste ou Província Oriental (em inglês: Eastern) é uma das três províncias da Serra Leoa. Abrange uma área de 15.553 km² e tem uma população de 1.641.012 (censo de 2015). Sua capital e centro administrativo é a cidade de  Kenema. Província Oriental, o centro da indústria de mineração de diamantes do país, é muito montanhosa e tem duas faixas, as Montanhas Gola e as Montanhas Loma.

## Economia
A Província Oriental é o coração de Serra Leoa com atividade de mineração de diamante. A pedra preciosa foi descoberta pela primeira vez na década de 1930, e tem desempenhado um papel importante na história da região desde então. A maioria dos diamantes são extraídos e exportados pelas pequenas empresas locais, em número de cerca de 200.000 a 300.000; alguns dos síntese são ilegais, enquanto muitos são sancionados oficialmente

## Geografia
A Província Oriental faz fronteira com a região Nzérékoré da Guiné a nordeste, os condados da Libéria de Lofa, Gbarpolu e Grand Cape Mount para o leste e sul, e as províncias de Serra Leoa Sul e Norte a oeste e noroeste. Província Oriental é a única região de Serra Leoa sem litoral.
ned. Além disso, há um punhado de países estrangeiros realizando mineração de diamantes de maior escala.
A província é onde está as Montanhas Gola, uma área de floresta tropical com fauna incluindo chimpanzés, Piliocolobus badius, muitas espécies endêmicas de pássaros, e uma população esparsa de Choeropsis liberiensis. A outra área principal do deserto são as Montanhas Loma, que é principalmente na Província do Norte, mas também se estendendo até a parte norte da Província Oriental.

## Distritos
- Kailahun
- Kenema
- Kono